# Liga Mundial de Voleibol de 2013
La la XXIV Liga Mundial de Voleibol de 2013 se celebró del 31 de mayo al 11 de julio de 2013.

## Participantes ordenados según la clasificación mundial
| Ranking Masculino Actualizado en agosto de 2012 (Ranking del 13 de agosto de 2012) |                |
| Pos.                                                                               | Equipo         |
| 1                                                                                  | Brasil         |
| 2                                                                                  | Rusia          |
| 3                                                                                  | Italia         |
| 4                                                                                  | Polonia        |
| 5                                                                                  | Estados Unidos |
| 6                                                                                  | Cuba           |
| 7                                                                                  | Serbia         |
| 8                                                                                  | Bulgaria       |
| 9                                                                                  | Argentina      |
| 10                                                                                 | Alemania       |
| 11                                                                                 | Irán           |
| 12                                                                                 | Francia        |
| 13                                                                                 | Canadá         |
| 14                                                                                 | Japón          |
| 15                                                                                 | Corea del Sur  |
| 16                                                                                 | Finlandia      |
| 17                                                                                 | Portugal       |
| 18                                                                                 | Países Bajos   |

## Grupos
| Grupo A                                                  | Grupo B                                | Grupo C                                                      |
| -------------------------------------------------------- | -------------------------------------- | ------------------------------------------------------------ |
| Argentina Brasil Bulgaria Francia Polonia Estados Unidos | Cuba Alemania Irán Italia Rusia Serbia | Canadá Portugal * Finlandia Japón Corea del Sur Países Bajos |

- A causa de que Egipto abandonó el torneo, Portugal ocupó su lugar.

## Fase final
- Organizador:  Argentina.
- Sede: Polideportivo Islas Malvinas, Mar del Plata, Argentina.
- Fecha: Del 17 al 19 de julio de 2013.

### Finales 1º y 3º puesto
|  | Semifinales | Semifinales |   |             | Final        | Final      |  |
|  | 7 de julio  | 7 de julio  |   |             | 8 de julio   | 8 de julio |  |
|  |             |             |   |             |              |            |  |
|  | 20 de julio |             |   |             |              |            |  |
|  | Brasil      | 3           |   |             |              |            |  |
|  | Bulgaria    | 1           |   |             |              |            |  |
|  |             |             |   |             |              |            |  |
|  |             |             |   |             | 21 de julio  |            |  |
|  |             |             |   |             | Brasil       | 0          |  |
|  |             | Rusia       | 3 |             |              |            |  |
|  |             |             |   |             |              |            |  |
|  |             |             |   |             |              |            |  |
|  |             |             |   |             | Tercer lugar |            |  |
|  | 20 de julio | 20 de julio |   | 21 de julio | 21 de julio  |            |  |
|  | Rusia       | 3           |   | Bulgaria    | 2            |            |  |
|  | Italia      | 1           |   |             | Italia       | 3          |  |

## Clasificación general
| Pos | Equipo         | PJ | PG | PP | SG | SP | DS  | PTS |
| --- | -------------- | -- | -- | -- | -- | -- | --- | --- |
| 1   | Rusia          | 14 | 10 | 4  | 36 | 22 | 14  | 28  |
| 2   | Brasil         | 14 | 11 | 3  | 36 | 18 | 18  | 32  |
| 3   | Italia         | 14 | 10 | 4  | 35 | 23 | 12  | 27  |
| 4   | Bulgaria       | 14 | 8  | 6  | 30 | 25 | 5   | 23  |
| 5   | Canadá         | 12 | 9  | 3  | 29 | 16 | 13  | 25  |
| 6   | Argentina      | 12 | 1  | 11 | 13 | 34 | -21 | 5   |
| 7   | Países Bajos   | 10 | 7  | 3  | 25 | 14 | 11  | 22  |
| 8   | Alemania       | 10 | 5  | 5  | 21 | 19 | 2   | 17  |
| 9   | Serbia         | 10 | 5  | 5  | 22 | 22 | 0   | 16  |
| 10  | Irán           | 10 | 5  | 5  | 20 | 21 | -1  | 15  |
| 11  | Francia        | 10 | 5  | 5  | 21 | 23 | -2  | 15  |
| 12  | Polonia        | 10 | 4  | 6  | 21 | 24 | -3  | 14  |
| 13  | Corea del Sur  | 10 | 4  | 6  | 16 | 22 | -6  | 13  |
| 14  | Estados Unidos | 10 | 4  | 6  | 18 | 21 | -3  | 12  |
| 15  | Finlandia      | 10 | 4  | 6  | 18 | 21 | -3  | 12  |
| 16  | Portugal       | 10 | 4  | 6  | 16 | 24 | -8  | 11  |
| 17  | Japón          | 10 | 3  | 7  | 16 | 25 | -9  | 9   |
| 18  | Cuba           | 10 | 1  | 9  | 9  | 28 | -19 | 4   |